# Apádra ütök
Az Apádra ütök egy 2000-ben bemutatott amerikai komédia, amit Jim Herzfeld és John Hamburg írtak, és Jay Roach rendezett. A főszerepben Ben Stiller és Robert De Niro láthatóak: Stiller egy jószándékú, de rendkívül balszerencsés kórházi ápolót alakít, akit barátnője egy hétvégén bemutat az apjának (De Niro). A film egy 1992-es, azonos című produkció feldolgozása, amit Greg Glienna rendezett és játszotta a főszereplőjét. Miután a Universal Studios meglátta a fantáziát a történetben, megvette a jogokat Gliennától, hogy újraforgassa azt. Eredetileg Jim Herzfeld az eredetit kibővítő forgatókönyve alapján készült volna a film, de a projekt megfeneklett. Steven Spielberg, mint rendező, és Jim Carrey, mint főszereplő személye komoly eshetőség volt sokáig, de mindketten távoztak, és ekkor vette a kezébe a projektet Jay Roach.
Az Apádra ütök 2000 októberében került a mozikba, és mindössze 11 nap alatt behozta az árát, amivel az év egyik legsikeresebb amerikai filmje lett. A közönség és a kritikusok is jól fogadták, néhány díjat és jelölést is begyűjtött. Két folytatást kapott, a Vejedre ütök és az Utódomra ütök személyében, valamint Amerikában egy rövid életű televíziós sorozatot.

## Szereplők
| Szereplő               | Színész        | Magyar hang    |
| ---------------------- | -------------- | -------------- |
| Jack Byrnes            | Robert De Niro | Reviczky Gábor |
| Shagilan "Greg" Beckur | Ben Stiller    | Lippai László  |
| Pamela Byrnes          | Teri Polo      | Haumann Petra  |
| Dina Byrnes            | Blythe Danner  | Ráckevei Anna  |
| Debbie Byrnes          | Nicole DeHuff  | Vadász Bea     |
| Denny Byrnes           | Jon Abrahams   | Csőre Gábor    |
| Kevin Rawley           | Owen Wilson    | Crespo Rodrigo |

## Cselekmény
Shagilan "Greg" Beckur (az eredeti változatban Gaylord Focker; Ben Stiller) egy chicagói ápoló. Végre elszánja magát, hogy megkéri barátnője, Pam Byrnes (Teri Polo) kezét, de úgy dönt, hogy a lánykérést elhalasztja, amikor megtudja, hogy Pam testvérének a férje engedélyt kért az apjától is erre. Greg és Pam a hétvégére a Byrnes rezidenciára utaznak, a nővérének az esküvőjére. Greg reméli, hogy a nagy család szeme láttára kérheti meg Pam kezét, és egyben megkaphatja az apja áldását is. Terve viszont már rögtön az elején meghiúsulni látszik, amikor a légitársaság elveszti a poggyászát, amiben a gyűrű is benne van.
A Byrnes család otthonában Greg találkozik Pam apjával, Jackkel (Robert De Niro), az anyjával, Dinával (Blythe Danner), és a macskájukkal, Malőrrel. Jack rögtön kifejezi ellenszenvét Greggel szemben, és elkezdi piszkálni amiatt, mert férfi létére ápolóként dolgozik, és mert eltérő életfelfogása van a családjukéval szemben. Ha ez még nem lenne elég, Greg zsidó, Pam családja pedig protestáns. Greg próbálja elnyerni Jack rokonszenvét, sikertelenül. Az is kételyeket ébreszt benne, mikor egyik este Jack hazugságvizsgálatnak veti őt alá, és kiderül számára, hogy valaha a CIA-nél dolgozott.
Amikor találkozik a család többi tagjával és a barátaikkal, Greg csak még inkább kívülállónak érzi magát. Segítőkészsége ellenére rendszeresen balszerencsés helyzetekbe keveredik: asztali áldást kellene mondania zsidó létére, véletlenül összetöri Jack anyjának az urnáját, és ugyancsak véletlenül telibe találja egy röplabdameccsen Debbie-t; eldugítja a vécét, ami miatt a kertet elönti a szennylé, felgyújtja az esküvői oltárt, és azt a látszatot kelti magáról, mintha marihuánafüggő lenne. Jack még annak is utánanéz, hogy az iskolai végzettsége megvan-e, és a volt kollégái segítségével lenyomozza Greg bőröndjét (ami igazából nem is az övé, és különféle szexjátékok vannak benne). Greg miatt Malőr megszökik, de mivel be lett tanítva, hogy ő hozza a jegygyűrűket, gyorsan meg kell találnia. Addig egy kóbor macskát fest be, hogy olyan legyen, mint Malőr, de a turpisság hamar kiderül.
Ezzel eljátssza mindenki bizalmát, és még Pam is azt mondja, hogy talán jobb, ha hazamegy. Hiába próbálja magát menteni azzal, hogy Jacknek is van titkolnivalója: mert rájött, hogy még mindig a CIA-nek dolgozik – igazából Debbie-ék meglepetésútját szervezte, amivel csak még jobban felbőszíti a családot. Greg eloldalog a repülőtérre, miközben Jack arról győzködi a családot, hogy a férfi nem Pam mellé való, mert ostoba és hazudozó. Végül Dina és Pam hatására, és mert rájön, hogy nem hazudott a tanulmányairól, Jack Greg után ered. A repülőtéren aztán a személyzet ellenállását leküzdve bocsánatot kér, és megkéri Greget, hogy mondja el az igazat. Ő elmondja, hogy szereti Pamet és mindent csak azért tett, hogy Jacket is meggyőzze erről. Jack is elismeri, hogy talán túl keményen bánt vele, és visszaviszi a Byrnes házba.
Greg megkéri Pam kezét, mire a lány igent mond, a szülei pedig áldásukat adják azzal, hogy most ők szeretnének találkozni Greg szüleivel. Debbie esküvője után Jack visszanézi a házban elhelyezett kamerák felvételeit, és jót mulat Greg szellemeskedésein.

## A forgatás
Greg Glienna és Mary Ruth Clarke már 1992-ben megírták a forgatókönyvet és leforgatták a saját verziójukat. A 76 perces film a független filmes fesztiválokon nagy sikert aratott ugyanebben az évben. Ez a változat lényegében ugyanazzal a fő sztoriszállal bír, mint a 2000-es film, azzal a különbséggel, hogy nem happy enddel zárul. Nancy Tenenbaum producer nem sokkal a bemutatást követően megszerezte a film jogait, amelyben Steven Soderbergh rendező látott fantáziát. Ez felkeltette a Universal Studios figyelmét is, akik 1995-ben zöld utat adtak a projektnek. Soderbergh azonban, mint rendező, a Mint a kámfor forgatása miatt kiszállt a projektből.
Ekkor Jim Herzfeldet kérte fel a Universal, hogy írjon egy forgatókönyvet. Az eredeti forgatókönyvet alapulvéve ezzel 1996-ra végzett is. Ekkor került először a képbe Jay Roach, aki egészen addig csak az Austin Powers-filmeket rendezte meg, és bár Roach elvállalta volna a feladatot, a stúdió úgy ítélte meg, hogy a Powers-filmek kissé bugyuta humorvilágán edződve nem tudna nekik megfelelő produkcióval előállni. Helyette inkább Steven Spielberget szerették volna, főszereplőnek pedig Jim Carrey-t. Miután azonban a kezdeti tervekkel ellentétben egyikük sem vállalta a készülő filmet, az visszakerült Roach-hoz, aki közben viszont már nekiállt a Majd ha fagy! című filmjének. Miután azt befejezte, teljes gőzzel készülhetett az Apádra ütök, amelynek forgatókönyvét Ben Stiller és Robert De Niro jelleméhez igazították.
Robert De Nirót a vígjátékokban, különösen a Csak egy kis pánik és a Rocky és Bakacsin kalandjai című filmekben nyújtott alakítása miatt választották ki Jack Byrnes szerepére. Ben Stiller pedig annak köszönhette a szerepet, hogy remekül tudott improvizálni és jól tudta játszani a szerencsétlenkedő ápoló karakterét. Mivel ő csak azután került képbe, hogy kiderült, Jim Carrey nem vállalja a filmet, több jelenetet, amelyben fizikai ráhatással kialakuló poénok voltak, le se forgattak, helyettük olyanok kerültek be, amiket Stiller tisztán csak improvizált. Pam Byrnes szerepét eredetileg Naomi Watts kapta volna meg, ő azonban, a stúdió szerint, "nem volt elég szexi" a szerephez. Malőrt két ötéves himalájai macska, Bailey és Misha alakították.
Az eredeti filmben Gregnek nem volt vezetékneve. A Focker, azaz Beckur nevet Jim Carrey találta ki, még mielőtt elhagyta volna a projektet. Ez viszont azt eredményezte, hogy a film esetleg magasabb korhatár-besorolást kap. A filmeseknek csak úgy sikerült ezt lentebb tornászniuk, hogy igazolták a döntőbizottság előtt, hogy igazából is vannak Focker vezetéknevű emberek.